# Joué-lès-Tours FCT
Câu lạc bộ bóng đá Joué-lès-Tours Touraine là một câu lạc bộ bóng đá Pháp được thành lập năm 2008 là kết quả của sự hợp nhất giữa US Joué-lès-Tours và ASC Joué Touraine. Họ có trụ sở tại thị trấn Joué-lès-Tours, Indre-et-Loire và sân vận động của họ là Stade Jean Bouin. Kể từ mùa giải 2009 – 10, câu lạc bộ chơi ở Division d'Honneur de Center, giải hạng sáu của bóng đá Pháp.